# WWE冠軍
無庸置疑WWE冠軍（英語：WWE Championship），是隸屬於世界摔角娛樂的一冠軍項目。WWE世界冠軍於1963年成立於世界摔角娛樂最早的前身，也就是當時的世界廣泛摔角聯盟（WWF）。WWE世界冠軍是世界摔角娛樂自創建公司以來，所保留最久、被公認最富盛名的冠軍項目。

## 歷史

### 起源

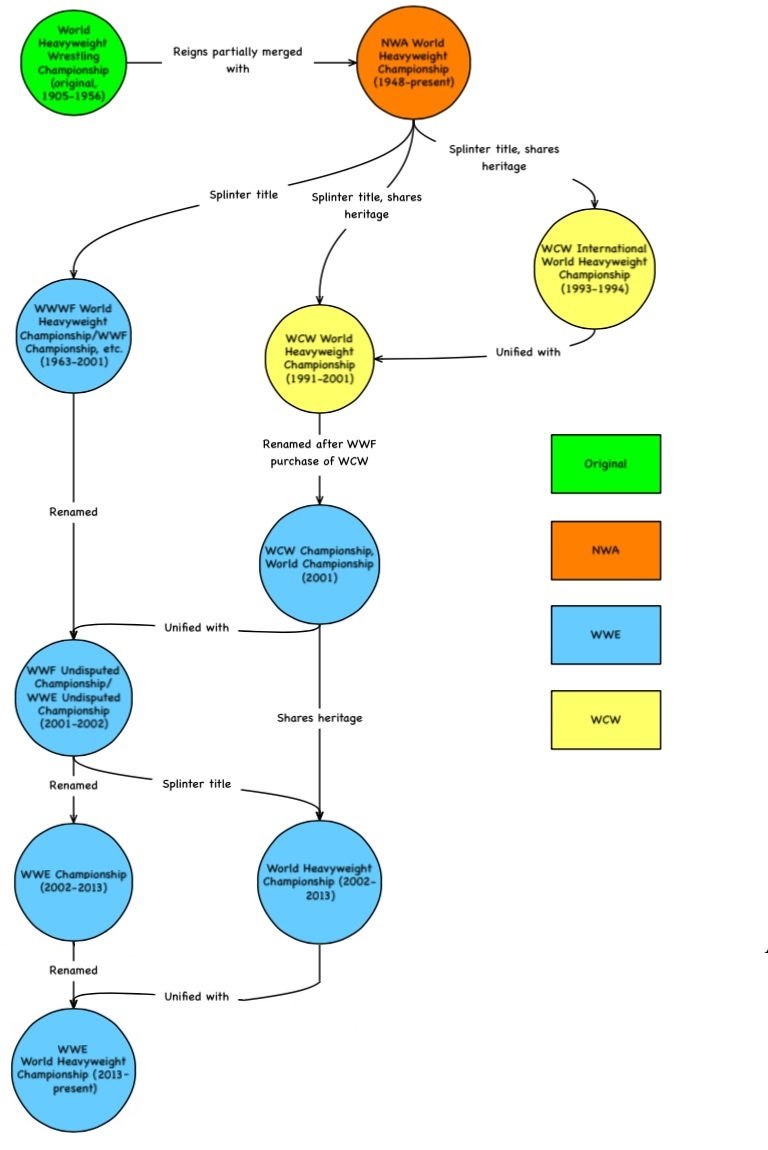
各項世界重量級冠軍演變圖

WWE冠軍於1963年成立，而巴迪·羅渣士成為首任冠軍。
然而，WWE冠軍的起源是開始於旗下有各個促進聯盟的國家摔角聯盟。1950年代，世界摔角娛樂的前身國會大廈摔角公司是國家摔角聯盟的促進聯盟，1963年，國會大廈摔角公司的高層掌握了國家摔角聯盟的控股和經營權。在此期間，巴迪·羅渣士是NWA世界重量級冠軍，直到1月24日路·塞茲擊敗了巴迪·羅渣士成為新任冠軍。
對於結果的爭議，國會大廈摔角公司從國家摔角聯盟脫離，成立世界廣泛摔角聯盟。而世界廣泛摔角聯盟從原有的NWA世界重量級冠軍分拆出來新的冠軍頭銜WWWF世界重量級冠軍，並經由在里約熱內盧舉行與安東尼奧·羅卡進行一個未經證實的比賽產生出首任冠軍巴迪·羅渣士。
1979年，世界廣泛摔角聯盟再次隸屬於國家摔角聯盟，而世界廣泛摔角聯盟也更名為世界摔角聯盟。1983年，世界摔角聯盟再次從國家摔角聯盟脫離，WWWF世界重量級冠軍也改稱為WWF世界重量級冠軍。1990年代後，WWF世界重量級冠軍改稱為WWF冠軍。

### 名聲起步

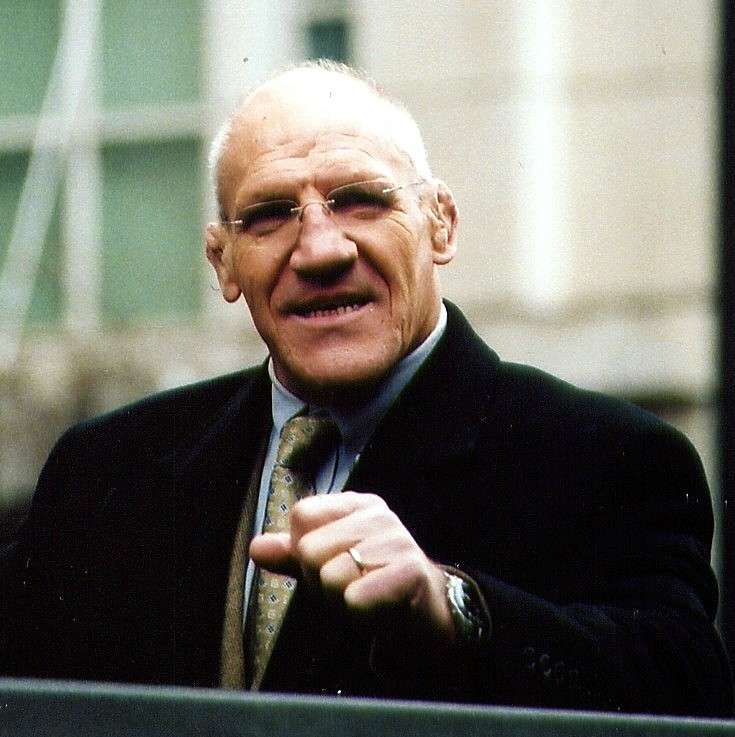
世界摔角娛樂名人堂成員布魯諾·山瑪提諾衛冕了冠軍頭銜2,803天，為衛冕最長的歷史記錄。

1991年，國家摔角聯盟的促進聯盟世界冠軍摔角創立了WCW世界重量級冠軍，做為補充國家摔角聯盟的冠軍項目。
而後，世界冠軍摔角從國家摔角聯盟脫離，晉身成為世界摔角聯盟的競爭對手。世界冠軍摔角與世界摔角聯盟皆發展成為主流並參與了收視率的戰爭，也就是所謂的週一收視戰。在收視戰的尾聲，世界冠軍摔角的財政開始衰退，最終於2001年3月被世界摔角聯盟收購。根據收購的內容，世界摔角聯盟擁有了世界冠軍摔角的媒體庫、人才合約、冠軍項目和其餘等資產。
而之前的世界冠軍摔角選手加入了世界摔角聯盟的選手陣容展開了所謂的"入侵"，而此舉也成功的拋開世界冠軍摔角的舊名。在致命復仇2001，克里斯·傑利可分別打敗了時任WCW冠軍巨石強森和時任WWF冠軍冷石·史蒂夫·奧斯汀成為雙冠軍。
克里斯·傑利可被世界摔角娛樂認定為最後一任的WCW冠軍，並且以無可爭議冠軍的頭銜持有代表世界冠軍摔角的金塊腰帶和代表世界摔角聯盟的WWF冠軍腰帶。世界摔角娛樂指出兩條腰帶是代表著不同的冠軍項目，直到2002年，才由Triple H合併兩個冠軍。

### 無庸置疑冠軍

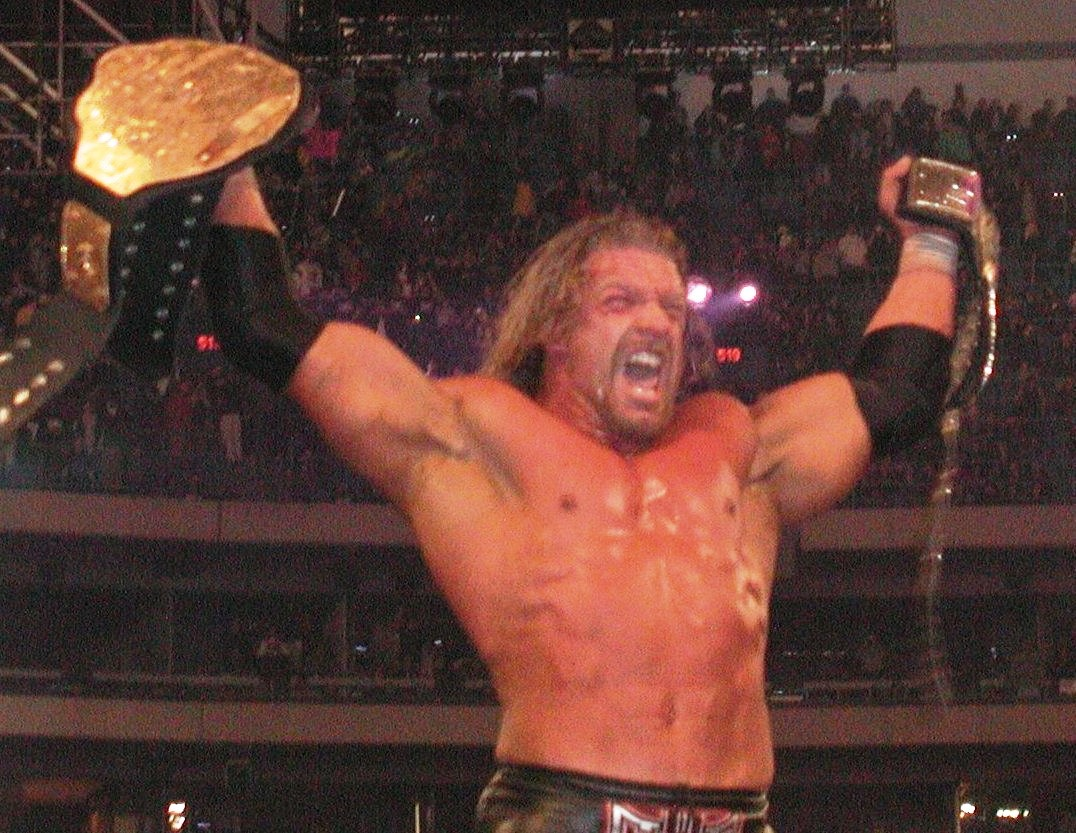
在摔角狂熱X8獲勝的無庸置疑冠軍Triple H

2001年，在強者生存2001世界摔角聯盟隊擊敗聯盟隊（世界冠軍摔角 / 極限冠軍摔角），而聯盟隊的摔角選手將成為世界摔角聯盟的重要組成。當時有兩個世界冠軍，分別是巨石強森的WCW冠軍，和冷石·史蒂夫·奧斯汀的WWF冠軍。世界摔角聯盟宣布將在致命復仇2001舉行賽事，贏家可獲得無庸置疑冠軍的頭銜。致命復仇2001會舉行三場賽事，分別是寇特·安格與冷石·史蒂夫·奧斯汀的WWF冠軍戰，克里斯·傑利可與巨石強森的WCW冠軍戰。冷石·史蒂夫·奧斯汀成功保衛住WWF冠軍，而克里斯·傑利可打敗了巨石強森成為新的WCW冠軍。而克里斯·傑利可在第三場比賽擊敗了冷石·史蒂夫·奧斯汀，統一了WWF冠軍和WCW冠軍。
持續衛冕四個月後，克里斯·傑利可在摔角狂熱X8被Triple H擊敗，而瑞克·福萊爾在摔角狂熱X8後的WWE Raw上頒發給Triple H新款式的WWF冠軍腰帶，而Triple H在衛冕一個月後，在爆裂震撼2002被霍克·霍肯擊敗。
許多的改變就從這裡開始，像是送葬者這類的摔角巨星被安排到在以WWE Raw為主的電視節目出場，而WWE Raw和WWE SmackDown也安排了許多冠軍賽和掛名管理者，這就是後來所謂的品牌延伸。
2002年5月，世界摔角聯盟更名為世界摔角娛樂，WWF無可爭議的冠軍也改稱為WWE無可爭議的冠軍。而一連串的改變過後，WWE無可爭議的冠軍依然可以由任何品牌的選手挑戰。繼艾瑞克·比绍夫和史蒂芬妮·麥馬漢分別被任命為WWE Raw和WWE SmackDown的總經理後，史蒂芬妮·麥馬漢將WWE無可爭議的冠軍布洛克·雷斯納納入SmackDown品牌，使得Raw品牌沒有持有任何一個世界冠軍頭銜。
9月2日，針對兩個品牌間冠軍頭銜的爭議後，艾瑞克·比紹夫宣布將從WWE無可爭議的冠軍，獨立出新的冠軍世界重量級冠軍。而後，WWE無可爭議的冠軍也改稱為WWE冠軍。

### 品牌指定

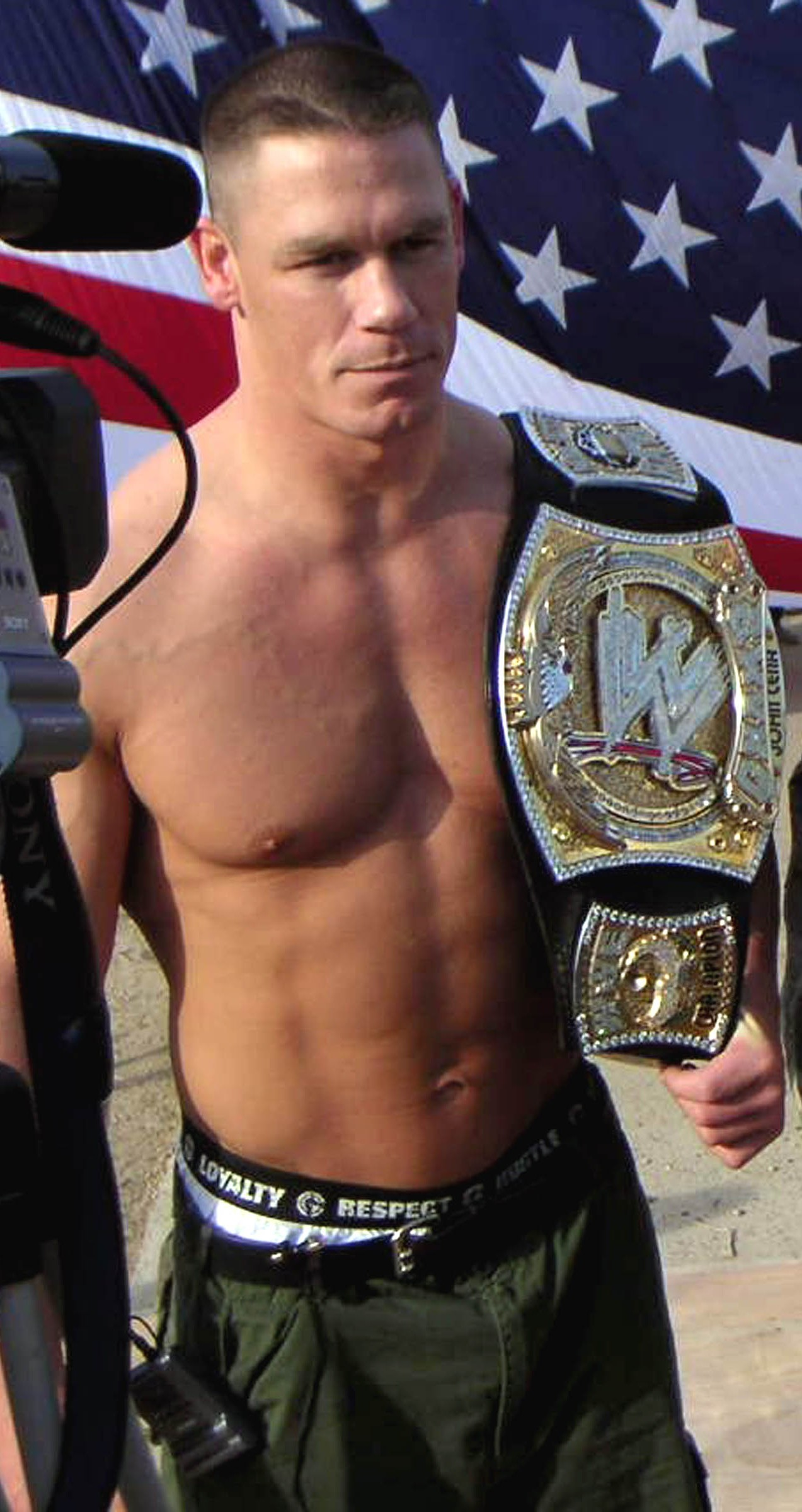
衛冕史上最多16次WWE世界重量級冠軍的約翰·希南

繼品牌延伸後，世界摔角娛樂選秀也正式成立。2002年，瑞克·福萊爾和文斯·麥馬漢分別領導了WWE Raw和WWE SmackDown，他們兩個將會經營這兩個品牌。瑞克·福萊爾和文斯·麥馬漢參加了將選手重新分配的選秀抽籤。
而在2005年世界摔角娛樂選秀抽籤的結果，將隸屬於SmackDown品牌三年的WWE冠軍改隸屬於Raw品牌，而原隸屬於Raw品牌的世界重量級冠軍改隸屬於SmackDown品牌，而WWE冠軍約翰·希南和世界重量級冠軍巴帝斯塔也隨之分別改隸屬於Raw品牌和SmackDown品牌。
而在2008年世界摔角娛樂選秀抽籤的結果，WWE冠軍Triple H和WWE冠軍改隸屬於SmackDown品牌，
次年，在2009年世界摔角娛樂選秀又將WWE冠軍Triple H和WWE冠軍改隸屬於Raw品牌，並將WWE冠軍的品牌指定為Raw。
2011年7月，CM Punk在故事情節裡表示要於7月17日公事包大戰2011也是他的合約到期日將帶著WWE冠軍離開世界摔角娛樂。在公事包大戰中，CM Punk成功擊敗了衛冕的約翰·希南，並帶走了WWE冠軍腰帶實體。而文斯·麥馬漢在隔一天的WWE Raw宣布WWE冠軍將空缺之後，7月25日，雷·密斯特里歐在WWE Raw的八人混戰擊敗了米茲，並成為WWE冠軍，但在當天晚上就被約翰·希南擊敗，而他的衛冕次數也達到了九次。而隨著約翰·希南的勝利，CM Punk帶著自己的WWE冠軍腰帶回到了世界摔角娛樂，形成了同時有兩位WWE冠軍和兩條WWE冠軍腰帶的特殊情形。隨後在夏日衝擊2011，CM Punk擊敗了約翰·希南進而鞏固他聲稱的冠軍頭銜。
2011年8月29日，世界摔角娛樂間接的結束了品牌延伸的Raw和SmackDown選手，包含了所有冠軍頭銜。自此之後，世界摔角娛樂的所有冠軍頭銜並不再指定在任何一個品牌。

### 冠軍合併

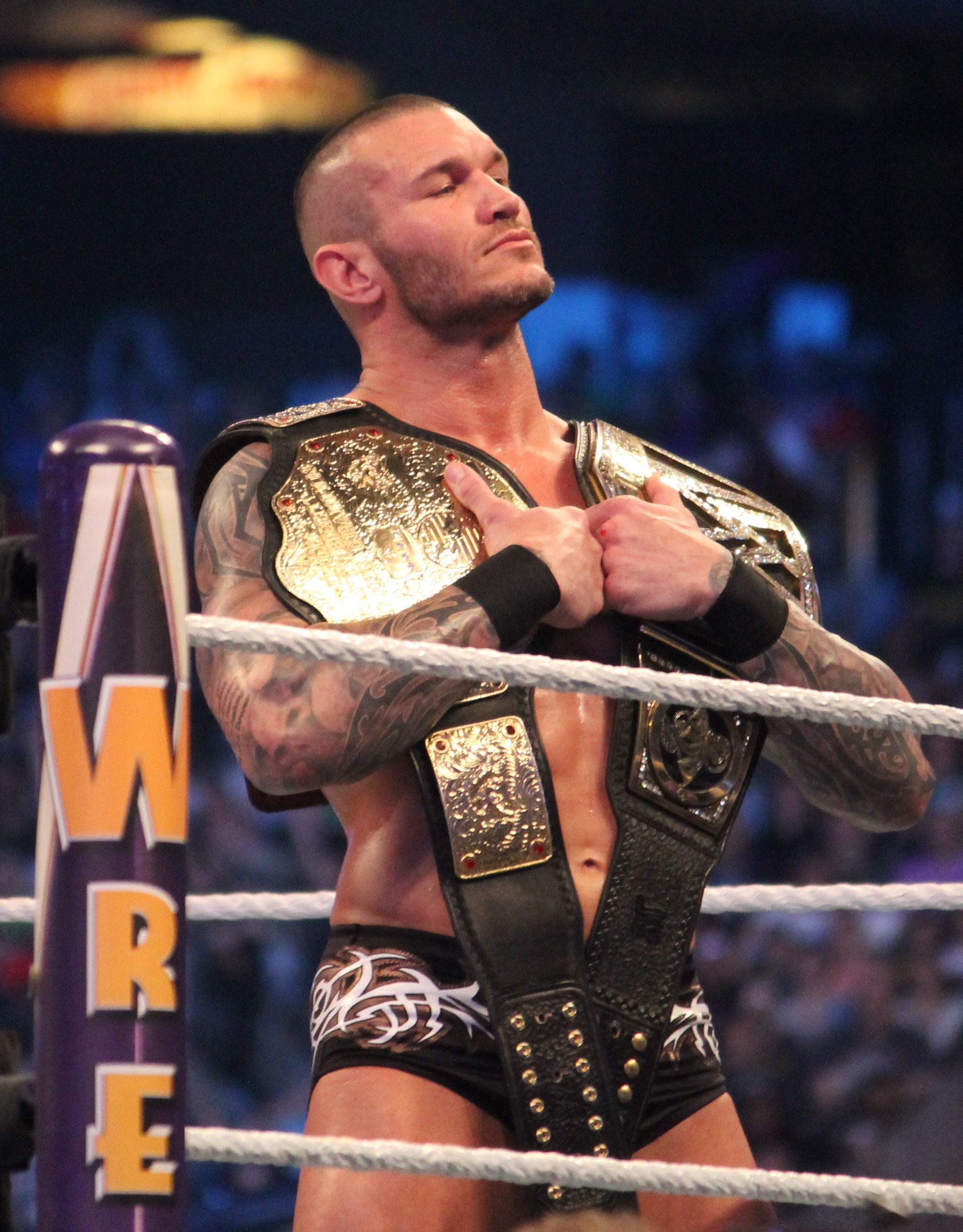
蘭迪·歐頓與WWE世界重量級冠軍腰帶於摔角狂熱XXX

2013年12月15日，TLC2013舉行了WWE冠軍和世界重量級冠軍的TLC賽制WWE冠軍與世界重量級冠軍冠軍戰，賽事結果由時任WWE冠軍的蘭迪·歐頓擊敗了時任世界重量級冠軍的約翰·希南。
2013年12月16日，WWE冠軍與世界重量級冠軍合併，改稱為WWE世界重量級冠軍，改制後首任冠軍是蘭迪·歐頓。合併後的WWE世界重量級冠軍視為是WWE冠軍的延續，而世界重量級冠軍的實體腰帶將隸屬WWE世界重量級冠軍繼續保留，至於冠軍項目則將退役。
2022年4月3日，環球冠軍Roman Reigns在38屆摔角狂熱上擊敗了時任WWE冠軍Brock Lesnar，並直接統一兩條冠軍腰帶，名為「WWE無異議環球冠軍」。

## 腰帶設計

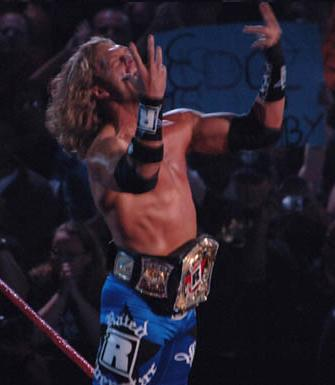
Edge與"Rated-R Superstar"微調式腰帶

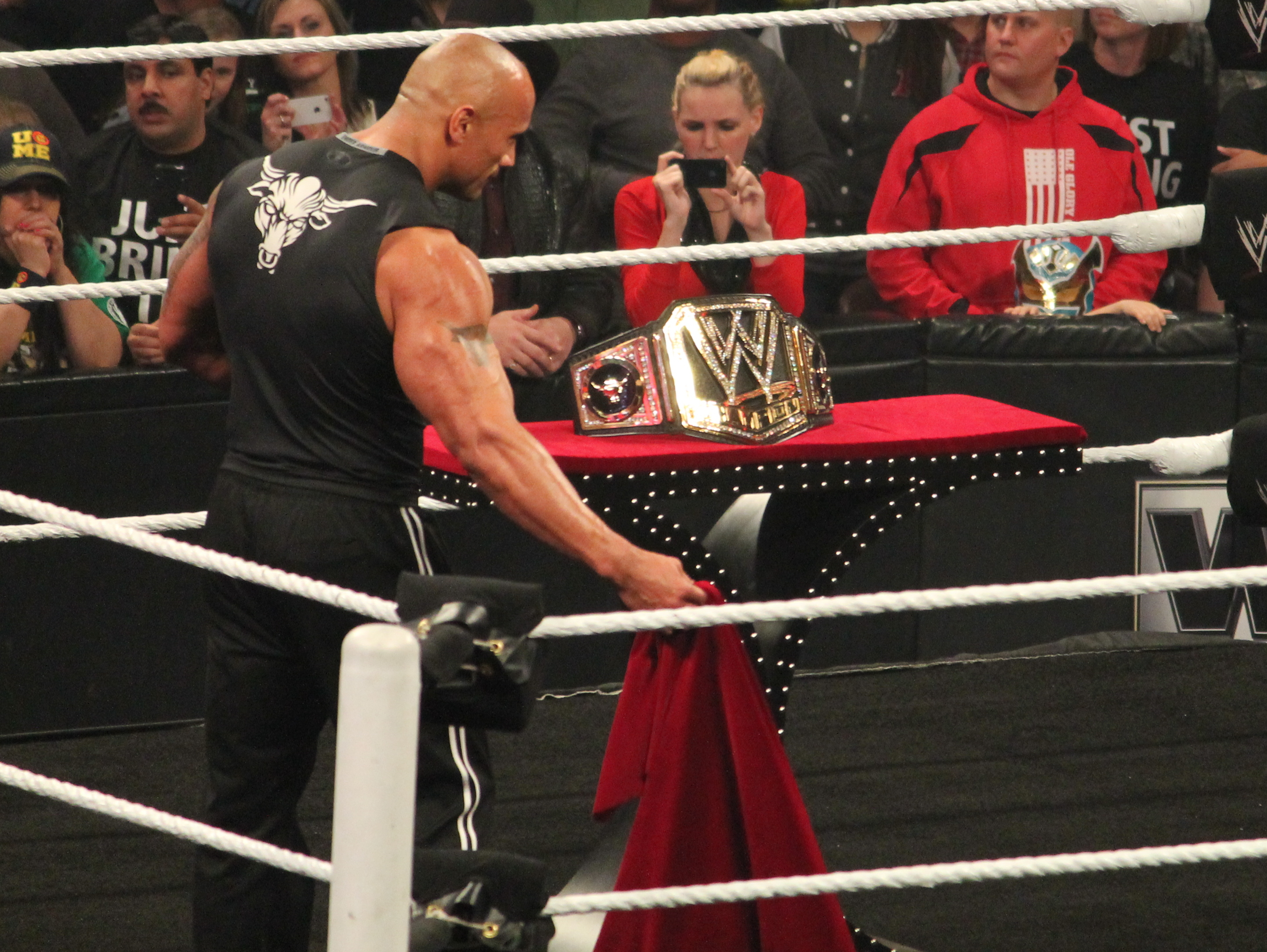
巨石強森發表新設計的WWE冠軍腰帶

WWE世界重量級冠軍腰帶對於特定的人物有不同的特殊設計款出現：
- 終極戰士 - 白色、藍色和紫色皮革腰帶
- 冷石·史蒂夫·奧斯汀 - 吸菸骷髏腰帶
- Edge - 限制級巨星微調式腰帶

在摔角狂熱III之前，WWF冠軍腰帶為了巨人安德烈創造了更大的版本，即使他不曾佩戴過。巨石強森的特殊設計款在腰帶中央有他的代表標誌梵天公牛，以回應冷石·史蒂夫·奧斯汀吸菸骷髏腰帶，但由於創作權的原因，梵天公牛腰帶從來沒有在電視上出現。同樣的，Edge在第二次衛冕時想創造另一個與限制級巨星微調式腰帶完全不同的特殊設計款，然而，由於時間的限制，這個計劃被放棄了。
新的微調式腰帶，大量的使用黃金與鑽石的閃亮的元素，反映了當時的WWE冠軍約翰·希納的嘻哈風格。這一條腰帶從2005年4月11日使用到2013年2月18日。微調式腰帶一開始會標示出被指定的品牌名稱，當微調式腰帶首次被引入時，它的特色也就是獨特的側板設計上面寫著「SmackDown」，雖然它當時因為約翰·希納改隸屬Raw品牌而被「Mon-Nite Raw」取代。2008年，腰帶的側板又因為當時的冠軍Triple H改隸屬SmackDown品牌又改回「SmackDown」，而原本的「Mon-Nite Raw」側板被換成了「WWE Champion」側板。此外，微調式腰帶還有一個特點，那就是腰帶的白銀末端。
2013年2月18日，巨石強森在WWE Raw發表了新的WWE冠軍腰帶（新的腰帶部分是由超炫美式機車的橘郡工坊所設計）。新的腰帶是以黑色皮革為底鑲上鑽石的世界摔角娛樂標誌，正下方有冠軍的英文單字（CHAMPION），這一代的WWE冠軍腰帶的特點是沒有像往常一樣的選手名牌，而是改成可上選手鑲上個人特色徽章的側板。
金塊腰帶，曾用於WCW冠軍、世界重量級冠軍、其他冠軍及克里斯·傑利可和Triple H的無可爭議冠軍。而繼2013年WWE冠軍與世界重量級冠軍合併後，金塊腰帶與WWE冠軍腰帶共同代表WWE世界重量級冠軍。
2014年8月18日，在前一天夏日衝擊2014贏得冠軍的布洛克·雷斯納在Raw的節目中公佈了稍做更新的WWE世界重量級冠軍腰帶，更改的部份包含了新的世界摔角娛樂標誌，以及正下方的英文單字由原本的冠軍（CHAMPION）變成世界重量級冠軍（WORLD HEAVYWEIGHT CHAMPION），而是個人特色徽章側板依然保留，至於顏色的部份，則由原本的金色添加了紅色元素。而金塊腰帶也與無可爭議冠軍相同，隨著新冠軍腰帶的使用正式退役。

## 記錄
WWE世界重量級冠軍的首任冠軍，是1963年獲勝的巴迪·羅渣士，而曾有44位選手成為WWE世界重量級冠軍。
WWE冠軍的最長連任時間保持人是布魯諾·山瑪提諾，其記錄從1963年5月17日到1971年1月18日，共計2,803天（7年8個月1天），而他亦是WWE冠軍總計衛冕最長時間的保持人，共計4040天。WWE冠軍的最短衛冕時間保持人是巨人安德烈，其記錄為1分48秒。WWE世界重量級冠軍的最年長冠軍王者是54歲的文斯·麥馬漢，最年輕冠軍王者是25歲的布洛克·雷斯納。WWE冠軍的最多勝利次數保持人是約翰·希南，其記錄為14次，與世界重量級冠軍合併後，其記錄為17次。

## 外部連結
- WWE世界重量級冠軍官方歷史紀錄（页面存档备份，存于）
- Wrestling-Titles.com: WWE世界重量級冠軍 （页面存档备份，存于）
- WWE世界重量級冠軍歷史紀錄